# Salmo 91
El salmo 91 es, según la numeración hebrea, el nonagésimo primer salmo del Libro de los salmos de la Biblia. Corresponde al salmo 90 según la numeración de la Biblia Septuaginta griega, empleada también en la Vulgata latina. Por este motivo, recogiendo la doble numeración, a este salmo también se le refiere como el salmo 91 (90).
Es generalmente conocido en inglés por su primer verso en la versión de la Biblia del rey Jacobo: "El que mora en el lugar secreto del Altísimo, permanecerá bajo la sombra del Todopoderoso". En latín, se conoce como "Qui habitat". Como salmo de protección, se invoca comúnmente en tiempos difíciles. Aunque no se menciona ningún autor en el texto hebreo de este salmo, la tradición judía lo atribuye a Moisés, como David lo compila en su Libro de los Salmos. La traducción de la versión griega de la Septuaginta de la Biblia del Antiguo Testamento y se lo atribuye a David.
Con frecuencia el salmo forma parte de las liturgias judías, católicas, anglicanas y protestantes. El salmo completo y algunos versos seleccionados a menudo se han musicalizado Heinrich Schütz y Felix Mendelssohn fueron quienes usaron versos para su motete Denn er hat seinen Engeln befohlen. El salmo ha sido parafraseado en himnos.

## Historial
En la antigüedad, el uso apotropaico del Salmo 91 está ampliamente atestiguado. Formulaciones como “horror de la noche” (v. 5) o “plaga que hace estragos al mediodía” (v. 6) estaban relacionadas con los demonios por los que uno se sentía rodeado y amenazado. En este sentido, el Salmo 91 se cita en los Salmos apócrifos 11Q entre los Rollos del Mar Muerto. La traducción al griego fortaleció esta comprensión del texto:
"No tendrás miedo de un horror nocturno,
de una flecha que vuela durante el día,
de un acto que va de la mano en la oscuridad,
de una desgracia y un demonio del mediodía".
En los evangelios sinópticos (Mt 4,6 EU par.), es el propio diablo el que cita el Salmo 91 para tentar a Jesús. El Evangelio de Mateo describe a Jesús como el Hijo de Dios y el Hijo de David, que siempre puede confiar en la protección de Dios. Pero Jesús se niega a "forzar deliberadamente al Padre a intervenir para salvar". 
El uso apotropaico hace que el Salmo 91 (según el recuento griego: Salmo 90) sea el texto bíblico más frecuentemente atestiguado por artefactos arqueológicos para la antigüedad, ya sea el texto completo del salmo o solo las palabras iniciales. Lo puedes encontrar como inscripción en paredes y tumbas, en piezas de joyería, tablillas de madera, trozos de papiro y pergamino.
Según el midrash rabínico, Moisés escribió el Salmo 91 para protegerse contra los ataques demoníacos mientras ascendía a Dios. Sefer Shimmush Tehilim, Rashi y el rabino Moses Zacuto recomendaron usar el texto del salmo hebreo en los exorcismos; también debería permitir mágicamente a los prisioneros escapar. Tanto las fuentes judías como las cristianas coinciden en que es bueno rezar este salmo todos los días. En el judaísmo, el salmo era parte de las oraciones matutinas en Shabat y festivos; La costumbre de que la procesión fúnebre se detenga varias veces en un funeral para recitar el Salmo 91 también está documentada desde el principio. En el cristianismo, el Salmo 91 se ha atestiguado como una oración nocturna desde la antigüedad tardía (Casiodoro, Cesáreo de Arlés, Benito de Nursia). En la iglesia católica se reza la moche del domingo y solemnidades en la Liturgia de las horas. En la Liturgia Ortodoxa de las Horas, por otro lado, este salmo se reza por su mención del demonio del mediodía en la orilla del mediodía.

## Encabezado
En la Biblia hebrea, el Salmo 91 no tiene título. Dado que el Salmo 90 está asignado a Moisés, la tradición rabínica también asume para los siguientes salmos sin título que son composiciones de Moisés. El Midrash Tehilim dice: "Moisés escribió once salmos, correspondientes a las once tribus". David encontró estos Salmos de Moisés y los incluyó en su libro de salmos, según el Talmud babilónico (Bava batra 14b). 
En la Septuaginta griega, por otro lado, el salmo tiene el título: "Un cántico de alabanza relacionado con David".

## Texto
La siguiente tabla muestra el texto en hebreo del salmo con vocales, junto con el texto en griego koiné texto en la Septuaginta y la traducción al español de la Biblia del Rey Jacobo. Tenga en cuenta que el significado puede diferir ligeramente entre estas versiones, ya que la Septuaginta y el texto masorético provienen de tradiciones textuales diferentes.  En la Septuaginta, este salmo está numerado como Salmo 90.
| #  | Hebreo                                          | Español | Griego |
| -- | ----------------------------------------------- | --- | --- |
| 1  | יֹ֭שֵׁב בְּסֵ֣תֶר עֶלְי֑וֹן בְּצֵ֥ל שַׁ֝דַּ֗י יִתְלוֹנָֽן׃                  | El que habita en el lugar secreto del Altísimo morará bajo la sombra del Omnipotente.                        | Αἶνος ᾠδῆς τῷ Δαυΐδ. - Ο ΚΑΤΟΙΚΩΝ ἐν βοηθείᾳ τοῦ ῾Υψίστου, ἐν σκέπῃ τοῦ Θεοῦ τοῦ οὐρανοῦ αὐλισθήσεται.          |
| 2  | אֹמַ֗ר לַ֭יהֹוָה מַחְסִ֣י וּמְצוּדָתִ֑י אֱ֝לֹהַ֗י אֶבְטַח־בּֽוֹ׃            | Diré del Señor: «Él es mi refugio y mi fortaleza; mi Dios, en él confiaré».                                  | ἐρεῖ τῷ Κυρίῳ· ἀντιλήπτωρ μου εἶ καὶ καταφυγή μου, ὁ Θεός μου, καὶ ἐλπιῶ ἐπ᾿ αὐτόν,                             |
| 3  | כִּ֤י ה֣וּא יַ֭צִּילְךָ מִפַּ֥ח יָק֗וּשׁ מִדֶּ֥בֶר הַוּֽוֹת׃                | Ciertamente Él te librará del lazo del cazador y de la pestilencia que acecha.                               | ὅτι αὐτὸς ῥύσεταί σε ἐκ παγίδος θηρευτῶν καὶ ἀπὸ λόγου ταραχώδους.                                              |
| 4  | בְּאֶבְרָת֨וֹ ׀ יָ֣סֶךְ לָ֭ךְ וְתַחַת־כְּנָפָ֣יו תֶּחְסֶ֑ה צִנָּ֖ה וְסֹחֵרָ֣ה אֲמִתּֽוֹ׃ | Él te cubrirá con sus plumas, y bajo sus alas encontrarás refugio; su verdad será tu escudo y tu protección. | ἐν τοῖς μεταφρένοις αὐτοῦ ἐπισκιάσει σοι, καὶ ὑπὸ τὰς πτέρυγας αὐτοῦ ἐλπιεῖς· ὅπλῳ κυκλώσει σε ἡ ἀλήθεια αὐτοῦ. |
| 5  | לֹֽא־תִ֭ירָא מִפַּ֣חַד לָ֑יְלָה מֵ֝חֵ֗ץ יָע֥וּף יוֹמָֽם׃                | No temerás el terror nocturno, ni la flecha que vuela de día,                                                | οὐ φοβηθήσῃ ἀπὸ φόβου νυκτερινοῦ, ἀπὸ βέλους πετομένου ἡμέρας,                                                  |
| 6  | מִ֭דֶּבֶר בָּאֹ֣פֶל יַהֲלֹ֑ךְ מִ֝קֶּ֗טֶב יָשׁ֥וּד צׇהֳרָֽיִם׃                 | Ni de la pestilencia que anda en la oscuridad, ni de la destrucción que devasta al mediodía.                 | ἀπὸ πράγματος ἐν σκότει διαπορευομένου, ἀπὸ συμπτώματος καὶ δαιμονίου μεσημβρινοῦ.                              |
| 7  | יִפֹּ֤ל מִצִּדְּךָ֨ ׀ אֶ֗לֶף וּרְבָבָ֥ה מִימִינֶ֑ךָ אֵ֝לֶ֗יךָ לֹ֣א יִגָּֽשׁ׃        | Aunque mil caigan a tu lado, y diez mil a tu derecha, no se acercarán a ti.                                  | πεσεῖται ἐκ τοῦ κλίτους σου χιλιὰς καὶ μυριὰς ἐκ δεξιῶν σου, πρὸς σὲ δὲ οὐκ ἐγγιεῖ·                             |
| 8  | רַ֭ק בְּעֵינֶ֣יךָ תַבִּ֑יט וְשִׁלֻּמַ֖ת רְשָׁעִ֣ים תִּרְאֶֽה׃                | Solo con tus ojos mirarás, y verás la recompensa de los impíos.                                              | πλὴν τοῖς ὀφθαλμοῖς σου κατανοήσεις καὶ ἀνταπόδοσιν ἁμαρτωλῶν ὄψει.                                             |
| 9  | כִּֽי־אַתָּ֣ה יְהֹוָ֣ה מַחְסִ֑י עֶ֝לְי֗וֹן שַׂ֣מְתָּ מְעוֹנֶֽךָ׃               | Porque has hecho del Señor, que es mi refugio, incluso del Altísimo, tu morada,                              | ὅτι σύ, Κύριε, ἡ ἐλπίς μου· τὸν ῞Υψιστον ἔθου καταφυγήν σου.                                                    |
| 10 | לֹא־תְאֻנֶּ֣ה אֵלֶ֣יךָ רָעָ֑ה וְ֝נֶ֗גַע לֹא־יִקְרַ֥ב בְּאׇהֳלֶֽךָ׃            | No te sobrevendrá mal, ni plaga alguna se acercará a tu morada.                                              | οὐ προσελεύσεται πρὸς σὲ κακά, καὶ μάστιξ οὐκ ἐγγιεῖ ἐν τῷ σκηνώματί σου.                                       |
| 11 | כִּ֣י מַ֭לָּכָיו יְצַוֶּה־לָּ֑ךְ לִ֝שְׁמָרְךָ֗ בְּכָל־דְּרָכֶֽיךָ׃               | Porque Él dará órdenes a sus ángeles acerca de ti, para que te guarden en todos tus caminos.                 | ὅτι τοῖς ἀγγέλοις αὐτοῦ ἐντελεῖται περὶ σοῦ τοῦ διαφυλάξαι σε ἐν πάσαις ταῖς ὁδοῖς σου·                         |
| 12 | עַל־כַּפַּ֥יִם יִשָּׂא֑וּנְךָ פֶּן־תִּגֹּ֖ף בָּאֶ֣בֶן רַגְלֶֽךָ׃                | En sus manos te llevarán, para que no tropieces con piedra alguna.                                           | ἐπὶ χειρῶν ἀροῦσί σε, μήποτε προσκόψῃς πρὸς λίθον τὸν πόδα σου·                                                 |
| 13 | עַל־שַׁ֣חַל וָפֶ֣תֶן תִּדְרֹ֑ךְ תִּרְמֹ֖ס כְּפִ֣יר וְתַנִּֽין׃               | Pisarás al león y a la cobra, al leoncillo y a la serpiente pisotearás.                                      | ἐπὶ ἀσπίδα καὶ βασιλίσκον ἐπιβήσῃ καὶ καταπατήσεις λέοντα καὶ δράκοντα.                                         |
| 14 | כִּ֤י בִ֣י חָ֭שַׁק וַאֲפַלְּטֵ֑הוּ אֲ֝שַׂגְּבֵ֗הוּ כִּֽי־יָדַ֥ע שְׁמִֽי׃            | «Porque él ha puesto su amor en mí, por eso yo lo libraré; lo pondré en alto, porque ha conocido mi nombre.  | ὅτι ἐπ᾿ ἐμὲ ἤλπισε, καὶ ρύσομαι αὐτόν· σκεπάσω αὐτόν, ὅτι ἔγνω τὸ ὄνομά μου.                                    |
| 15 | יִקְרָאֵ֨נִי ׀ וְֽאֶעֱנֵ֗הוּ עִמּֽוֹ־אָנֹכִ֥י בְצָרָ֑ה אֲ֝חַלְּצֵ֗הוּ וַאֲכַבְּדֵֽהוּ׃   | Él me invocará, y yo le responderé; estaré con él en la angustia; lo libraré y lo honraré.                   | κεκράξεται πρός με, καὶ ἐπακούσομαι αὐτοῦ, μετ᾿ αὐτοῦ εἰμι ἐν θλίψει· ἐξελοῦμαι αὐτόν, καὶ δοξάσω αὐτόν.        |
| 16 | אֹ֣רֶךְ יָ֭מִים אַשְׂבִּיעֵ֑הוּ וְ֝אַרְאֵ֗הוּ בִּישׁוּעָתִֽי׃                | Con larga vida lo satisfaré, y le mostraré mi salvación.                                                     | μακρότητι ἡμερῶν ἐμπλήσω αὐτὸν καὶ δείξω αὐτῷ τὸ σωτήριόν μου.                                                  |

## Comentarios

### De la Iglesia católica

#### A todo el salmo
Este salmo retoma la enseñanza del anterior sobre la vida humana y la proyecta hacia la protección que recibe quien se acoge al Señor: será testigo de su poder y saldrá victorioso. Tras declarar que Dios es refugio seguro (vv. 1-2), se enumeran las situaciones de peligro de las que libra: enfermedades, incluso epidemias (vv. 3-7); ataques enemigos y amenazas de todo tipo (vv. 8-13). El salmo culmina con un oráculo divino que confirma esta protección (vv. 14-16). La primera parte (vv. 1-13) parece ser una exhortación litúrgica, probablemente pronunciada por un sacerdote o levita, reforzada después con la palabra del mismo Dios. Desde la fe cristiana, este salmo se aplica especialmente a Cristo, en quien se revela plenamente la ayuda divina, sobre todo en su resurrección, que da sentido y vigor renovado a estas promesas.

#### A los versículos 1-7
El texto hebreo del salmo presenta cierta dificultad sintáctica, lo que ha llevado a proponer una relectura en segunda persona —«Tú que habitas…»— para armonizar mejor con el desarrollo posterior del salmo. Sin embargo, el uso de la tercera persona inicial subraya el tono sapiencial de la composición. La protección divina frente a enemigos y enfermedades (v. 3) se fundamenta en su amor y fidelidad (v. 4), y se extiende a toda circunstancia, sin importar el momento o la gravedad del peligro (vv. 5-7). En el versículo 6, mientras el texto hebreo menciona un «azote», las versiones griega (Setenta) y latina (Vulgata) interpretaron la expresión como «demonio», dando lugar a la figura del «demonio meridiano», tal vez en contraste con los «ángeles» del versículo 11.

#### A los versículos 8-13
La protección de Dios se manifiesta comparando el destino de los impíos con el de quien confía en Él: mientras unos caen (v. 8), el que se acoge al Señor recibe auxilio (v. 9). Esta ayuda llega a través de sus ángeles, que lo sostienen y lo libran de todo peligro (vv. 10-13). La intensidad con que el salmo expresa esta protección queda patente en el hecho de que el diablo cita los versículos 11-12 al tentar a Jesús (cf. Mt 4,6; Lc 4,9-11). Jesús no rechaza el contenido del salmo, sino su uso indebido para provocar a Dios. Más aún, en su enseñanza confirma la promesa contenida en el versículo 13 cuando asegura a sus discípulos que, en su misión, estarán protegidos del mal: «Os he dado poder para pisar serpientes y escorpiones... y nada os hará daño» (Lc 10,19).

#### A los versículos 14-16
El oráculo final del salmo subraya la respuesta de Dios a quien confía en Él: lo librará, lo protegerá, lo escuchará en la prueba y le concederá una vida colmada (vv. 14-16). Esta promesa divina ha sido profundamente meditada por autores cristianos. En el primer domingo de Cuaresma, cuando parte de estos versículos se utiliza como introito en la liturgia, san Josemaría Escrivá comenta que estas palabras muestran cómo el Señor se inclina con ternura hacia quien lo invoca con fe, y que en medio de las luchas espirituales, el cristiano puede tener la certeza de no estar solo, pues Dios mismo lo acompaña, lo fortalece y le promete una victoria duradera.

Invocabit me et ego exaudiam eum, leemos en la liturgia de este domingo (Sal 91,15): si acudís a mí, yo os escucharé, dice el Señor. Considerad esta maravilla del cuidado de Dios con nosotros, dispuesto siempre a oírnos, pendiente en cada momento de la palabra del hombre. (…) Nos oye el Señor, para intervenir, para meterse en nuestra vida, para librarnos del mal y llenarnos de bien: eripiam eum et glorificabo eum (Sal 91,15), lo libraré y lo glorificaré, dice del hombre. Esperanza de gloria, por tanto: ya tenemos aquí, como otras veces, el comienzo de ese movimiento íntimo, que es la vida espiritual. La esperanza de esa glorificación acentúa nuestra fe y estimula nuestra caridad»

Glosando la frase «con él estaré en la tribulación» (v. 15) comenta San Bernardo:

Con él estaré en la tribulación, dice Dios, ¿y yo buscaré otra cosa que la tribulación? Para mí lo bueno es estar junto a Dios, y no sólo esto, sino también hacer del Señor mi refugio, porque Él mismo dice: Lo defenderé, lo glorificaré. Con él estaré en la tribulación. Gozaba —dice— con los hijos de los hombres. Se llama Emmanuel, que significa “Dios–con–nosotros”. Desciende del cielo para estar cerca de quienes sienten su corazón agitado por la tribulación, para estar con nosotros en nuestra tribulación. (…) Para mí, Señor, es mejor sufrir las tribulaciones contigo que reinar sin ti, que vivir regaladamente sin ti, y que gloriarme sin ti. Es mejor para mí, Señor, unirme más íntimamente a ti en la tribulación, tenerte conmigo en la hoguera que estar sin ti, incluso en el cielo: ¿Qué me importa el cielo sin ti? Y contigo ¿qué me importa la tierra?»

## Esquema
El salmo se puede dividir en tres partes, según el cambio de dirección del discurso: 
- Versículos 1–2: El yo se dirige con confianza a YHWH en oración como su refugio.
- Versículos 3–13: Luego, un segundo portavoz le promete la protección de Dios a la persona que ora.
- Versículos 14-16: Esta promesa se confirma en el discurso directo de Dios.[16]

Las direcciones cambiantes del habla causan una impresión performativa, pero el salmo está formulado tan abiertamente que son concebibles ocasiones muy diferentes: Un ritual de purificación, una bendición, un oráculo que anuncia una victoria militar al rey, una oración de Se propusieron agradecimientos después de la recuperación, una liturgia de admisión al templo, una solicitud de asilo en el templo, un ritual de coronación o la oración de una persona que se ha convertido al judaísmo. Sigmund Mowinckel sospechaba que el salmo formaba parte de un ritual de curación, mientras que Hermann Gunkel contaba con la posibilidad de que las formas de la liturgia en el salmo solo fueran imitadas y que el Salmo 91 valorara la “insuperable expresión del individualismo”.

## Salmo 91 en el contexto del Salterio
En la exégesis hay un amplio consenso de que los Salmos Salmo 90 al Salmo 92 forman un pequeño grupo que pertenece juntos, un "libro de oraciones con patrón de mosaico" (Egbert Ballhorn). Se pueden hacer varias referencias entre el Salmo 91 y el cántico de Moisés (Deuteronomio, capítulo 32). Por ejemplo, es hebreo אברה 'ævrāh " Schwungfeder, Schwinge" sólo en Ps 91.4 EU y Dtn 32.11 EU una metáfora de la protección de Dios, en ambos casos combinada con el lexema hebreo כנפים kənāfajim "ala".

## Antecedentes y temas
El Midrash afirma que el Salmo 91 fue compuesto por Moisés el día que completó la construcción del Tabernáculo en el desierto. Los versículos describen la propia experiencia de Moisés al entrar al Tabernáculo y ser envuelto por la nube Divina. Midrash Tehillim y Zohar enseñan que Moisés compuso este salmo mientras ascendía a la nube que se cernía sobre el Monte Sinaí, en cuyo momento recitó estas palabras como protección contra los ángeles de la destrucción.
En el pensamiento judío, el Salmo 91 transmite los temas de la protección y rescate de Dios del peligro. El Talmud (Shevu'ot 15b) llama a este salmo la "canción de las plagas" (shir shel pega'im o shir shel nega'im), porque "alguien que lo recita con fe en Dios será ayudado por Él en tiempo de peligro ". Desde los tiempos de los Gueonim, este salmo fue recitado para alejar demonios y espíritus malignos. Según midrashim, el salmo hace referencia a muchos tipos de demonios que amenazan al hombre, incluyendo el "Terror", "Flecha", "Pestilencia" y "Destrucción" mencionado en los versículos 5–6. El salmo fue grabado en amuletos por judíos y cristianos del período antiguo tardío.
Los cristianos modernos ven al salmo como una fuente de consuelo y protección, incluso en tiempos de sufrimiento.
El versículo 13, en la versión de la Biblia del rey Jacobo "Pisarás Sobre el león y la víbora: el león y el dragón has de pisotear bajo los pies", fue el origen de la iconografía de Cristo pisar las bestias, se ve en la Antigüedad tardía y revivió en el arte carolingio y anglosajón. 

## Usos

### Judaísmo

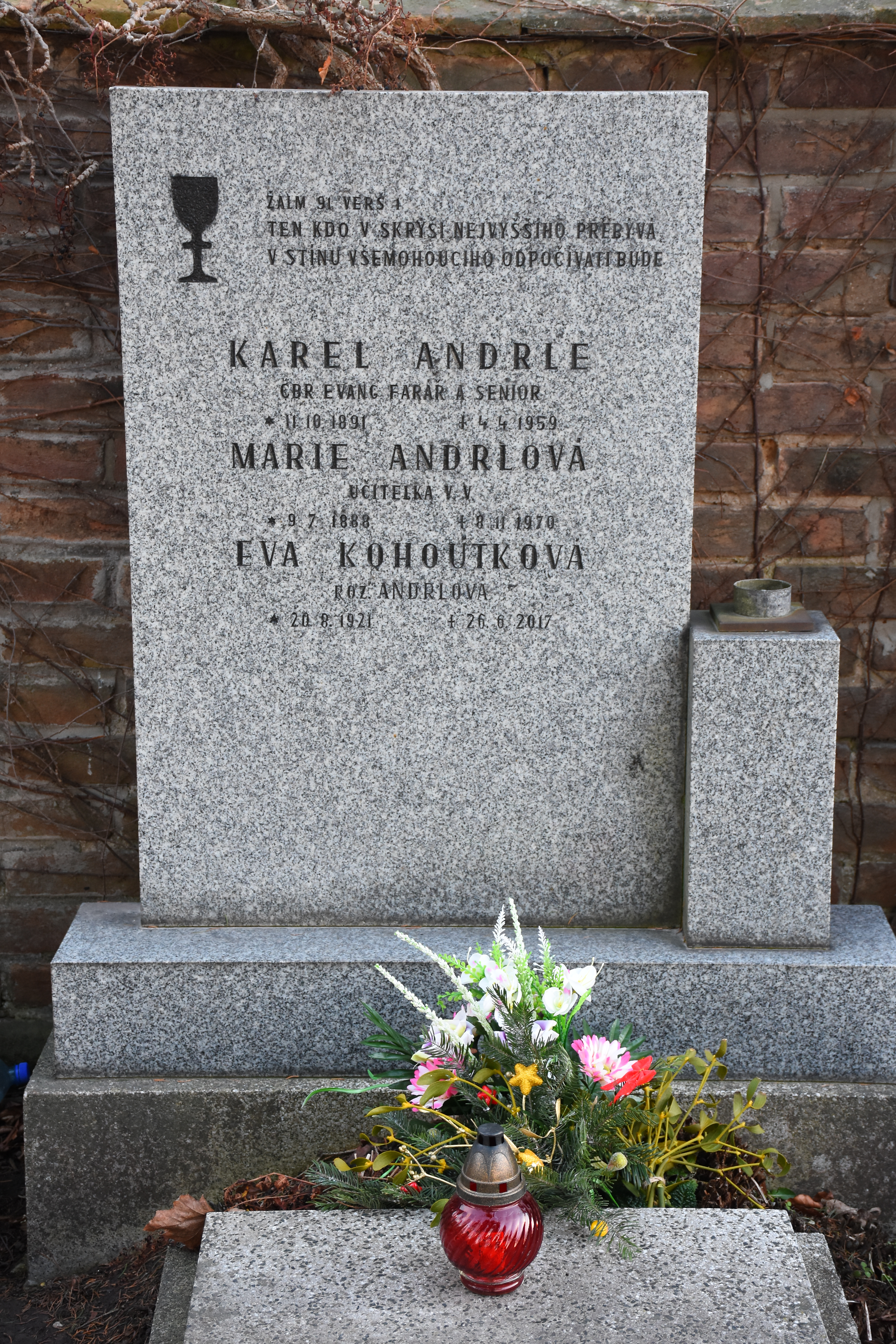
Tumba de una familia checa con palabras del Salmo 91 escritas en la lápida.

El Salmo 91 se recita durante el Pesukei Dezimra en los servicios matutinos de Sabbat, Festividades judías y Hoshaná Rabá. También se recita después de la oración de la tarde Shemá Israel en Motza'ei Shabbat y durante la noche al acostarse Shemá Israel. En cada una de estas oraciones, el versículo 16 se dice dos veces. Según Machzor Vitry, el verso se duplica para completar la ortografía de un nombre de Dios.
Salmo 91 está recitado durante el Pesukei Dezimra en el Shabbat, Yom Tov, y Hoshaná Rabá servicios de mañana. es también recitado después de la oración de anochecer en Motza'ei Shabbat y durante el nightly Bedtime Shema. En cada de estas oraciones, verso 16 está dicho dos veces. Según Simhah ben Samuel of Vitry el verso está plegado para completar la ortografía de un nombre de Dios.
El Salmo 91 se recita siete veces durante una ceremonia de entierro. Cuando los portadores del ataúd se acercan a la tumba, se detienen cada pocos pies, repitiendo el salmo. En el caso del entierro de una mujer, los portadores del ataúd no detienen la procesión, pero sí repiten el salmo siete veces.
El versículo 11 del salmo se recita después del poema litúrgico Shalom Aleichem en la comida del viernes por la noche.
El Salmo 91 a menudo se recita como una oración por protección. Algunos lo dicen antes de emprender un viaje.

### Menciones en el Nuevo Testamento
El Salmo 91 se menciona en el Nuevo Testamento de la Santa Biblia en tres ocasiones. Dos de ellos se refieren a los versículos 11 y 12 ("Porque sus ángeles te darán mandamiento sobre ti, para guardarte en todos tus caminos / Te sostendrán en sus manos, para que no tropieces con tu pie en piedra"), que son mencionado por el diablo en el episodio de la Tentación de Jesús. En el versículo 6 del cuarto capítulo de Mateo y en los versículos 10 y 11 del cuarto capítulo de Lucas, el diablo le propone a Jesucristo arrojarse desde la cima del templo usando el salmo como referencia. Jesús entonces responde que aunque estas cosas están escritas en la Biblia, también es cierto que está escrito que al Señor tu Dios no lo tentarás. La otra mención del salmo también se ve en el Evangelio de Lucas, capítulo 10, en el que Jesús conversa con setenta discípulos y comenta su encuentro con el diablo con una referencia al versículo 13 ("hollarás al león y a la serpiente; hollarás al hijo del león y a la serpiente bajo tus pies").
- El diablo cita los versículos 11 y 12 durante la Tentación de Jesús en Mateo 4: 6 y Lucas 4: 10–11.[35]
- El versículo 13 se cita en Lucas 10:19.

### Cristianismo
En la cristiandad occidental y en la cristiandad oriental, el Salmo 91 a menudo se canta o recita durante los servicios completos, tradicionalmente utilizado en las oraciones de la sexta hora y también en el servicio conmemorativo de los que ya se han ido. En el Leccionario Común Revisado (Año C), el salmo se designa para el primer domingo de Cuaresma, vinculándolo a la Tentación de Jesús, donde el diablo cita este salmo. Además del período previo a la Pascua, en la Iglesia occidental medieval, el Salmo 91 se aborda en las lecturas del Viernes Santo.

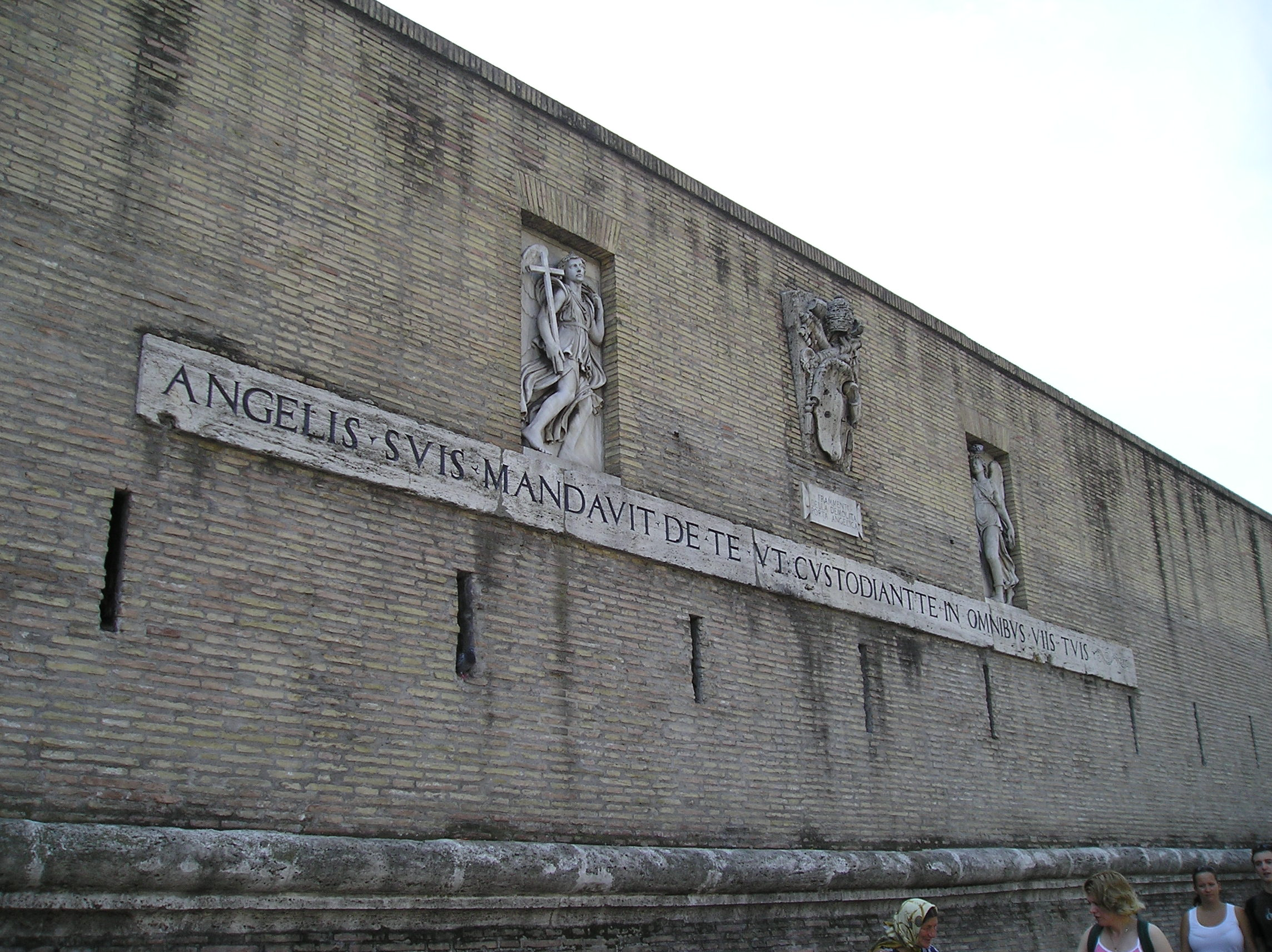
Salmo 91:11 en la Porta Angélica de la muralla de la Ciudad del Vaticano

### Cristianismo occidental
En la Iglesia occidental medieval se incluyó en las lecturas del Viernes Santo.

### Catolicismo
En la Liturgia de las Horas de la Iglesia católica, el Salmo 91 a menudo se canta o se recita durante los servicios de Completas del domingo. Para facilitar la comprensión se le asigna a cada salmo un título en rojo (rúbrica) que no forma parte del salmo. El título del Salmo 91 es A la sombra del Omnipotente.
En el Leccionario Común Revisado (Año C) el salmo se designa para el primer domingo de Cuaresma, vinculándolo con la tentación de Cristo, donde el diablo cita este salmo 91. (Sal.91, 15-16).

### Ortodoxia oriental
En la Ortodoxia Oriental se usa en las oraciones de la Horas canónicas, en las Completas y también en el Servicio Conmemorativo para los difuntos (Pannikhida).

## Música
El Salmo 91 también se menciona en la escena musical. El compositor polaco Józef Ksawery Elsner definió las tres últimas líneas de este salmo como un Quoniam ofertorio en mi speravit, Op.30, publicado en 1829. El director y compositor alemán Felix Mendelssohn compuso un escenario de dos versos del Salmo 91 en el motete Denn er hat seinen Engeln befohlen (1844), que también incluyó en su oratoria llamada Elias. El organista y compositor alemán Heinrich Schütz también creó un escenario para el salmo titulado Wer sich des Höchsten Schirm vertraut, SWV 189.
En la escena de la música cristiana contemporánea, el Salmo 91 está presente en múltiples canciones. En 2009, la banda brasileña Trazendo a Arca, en su álbum Salmos e Cânticos Espiritual, grabó "Aquele Que Habita", un alma basada en Salmo. En 2015, fue recitado en el decimoséptimo álbum por el grupo brasileño Frente do Trono, llamado Tetelestai, La cantante Marine Friesen, miembro de esta banda, lanzó una canción homónima en referencia al Salmo 91, que se incluyó en su álbum solista Resurrected. La banda de metal brasileño-estadounidense Soulfly recitó el salmo en portugués en la canción extra "Salmo 91" en su quinto álbum, Dark Ages. Michael Joncas se basó en el Salmo 91,Éxodo 19 y Mateo 13 para componer la canción "On Eagle's Wings" ("Sobre las alas del águila"), un himno devocional que se usa a menudo en las masas católicas en los Estados Unidos.
Además, varios cantantes y bandas mencionan algunos de los versos de la canción en sus canciones, como el álbum debut de Sinéad O'Connor, The Lion and the Cobra, que incluye una recitación de los versos 11 al 13 en irlandés del artista Enya en canción "Never Get Old". La banda de metal canadiense Cryptopsy hace referencia a los versos 5 al 8 del salmo en su canción "The Pestilence That Walketh in Darkness" en su álbum de 2005 Once Was Not, mientras Jerry Garcia Band cita los versos 5 y 6 en su canción "My Sisters and Brothers", y Madonna hace referencia al Salmo 91 en "Virgen María (Introducción)" en su gira de 2012 The MDNA Tour.

### Clásico
Felix Mendelssohn compuso un escenario de dos versos del Salmo 91 en el motete Denn er hat seinen Engeln befohlen que también incluyó en su oratorio Elías (Mendelssohn).

### Música cristiana contemporánea
Michael Joncas basó libremente su himno " En las alas del águila " en el Salmo 91.
La banda cristiana Sons of Korah cubrió el Salmo 91 en su álbum de 2011 Wait.
La cantante colombiana Karol G ha estrenado en verano de 2023 una canción titulada S91 y termina con la cita:
"No tengan miedo a los peligros nocturnos ni a las plagas que llegan con la oscuridad, pues mil caerán a tu derecha y diez mil a tu izquierda pero a ti, nada te pasará."

### Recepción musical
- Cornelius Becker escribió el Salmo 91 en poesía bajo el título Quien confía en el paraguas supremo.
- Paul Gerhard escribió el salmo que se sienta bajo el paraguas del Altísimo.
- Sebald Heyden compuso el canto del salmo Quién está en la protección del Altísimo.
- Carl Friedrich Ludwig Hellwig compuso el Salmo 91 “Quién bajo el paraguas” para 6 voces solistas y coro para la Singakademie de Berlín en 1814. En 1823 añadió dos violines, viola y violonchelo a la obra, y en 1831 compuso una fuga final para ellos.
- Giacomo Meyerbeer puso música al elocuente Salmo 1853 para dos coros de cuatro partes (con solos) como una composición encargada por Friedrich Wilhelm IV para el recién fundado Coro Estatal y de la Catedral. Estreno el 8 de mayo de 1853 en la Friedenskirche de Potsdam.
- Felix Mendelssohn Bartholdy compuso un movimiento con dos versos del Salmo 91 para su oratorio Elias.
- Johann Hermann Schein puso música al Salmo 91 bajo el título ¿Quién se sienta bajo el paraguas del Altísimo como un motete ?
- El título del disco de Sinéad O'Connor The Lion and the Cobra proviene del Salmo 91 (“Pasarás por encima de leones y nutrias”), la canción “Never Get Old” también comienza con un recitativo de este salmo en gaélico de la cantante Enya.[49]

## En la cultura popular

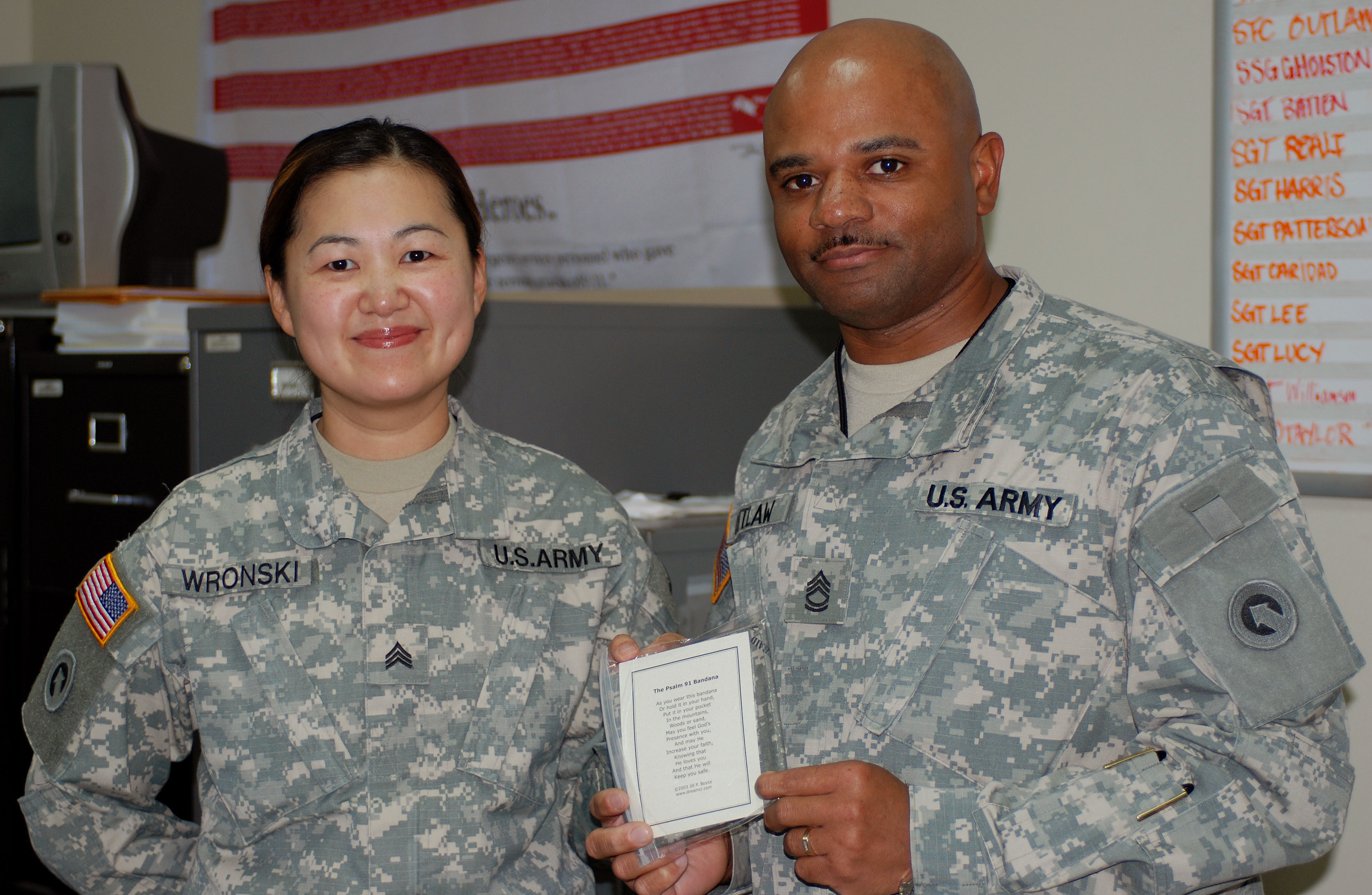
El personal militar de EE. UU. Sostiene un paquete que contiene un pañuelo de camuflaje impreso con el Salmo 91 en el desayuno del Día Nacional de Oración en el campamento base del Cuerpo de Marines de Lejeune, en mayo de 2010

El salmo 91 se conoce como el salmo del soldado o la oración del soldado. Pañuelos de camuflaje impresos con el salmo a menudo se distribuyen a las tropas estadounidenses.
El escudo de la ciudad de Puebla en México, otorgado por Carlos V en 1538, tiene un verso del salmo en su bordura en referencia a la narración que hizo Fray Julián Garcés, obispo de Tlaxcala de un sueño suyo que "profetizaba" la fundación de la ciudad. 
El álbum debut de Sinéad O'Connor, The Lion and the Cobra, incluye una recitación de los versos 11-13 en irlandés de la cantante Enya en la canción "Never Get Old".
La banda de metal canadiense Cryptopsy hace referencia a los versículos 5–8 del salmo en su canción "The Pestilence That Walketh in Darkness" en su álbum de 2005 Once Was Not.
La banda de metal brasileño-estadounidense Soulfly recitó el salmo en portugués en la canción extra "Salmo-91" en su quinto álbum Dark Ages.
Jerry Garcia Band cita los versículos 5–6 en su canción "My Sisters and Brothers".
Madonna hace referencia al Salmo 91 en "Virgen María (Introducción)" en su gira The MDNA Tour del año 2012.